# Sechste Impressionisten-Ausstellung 1881

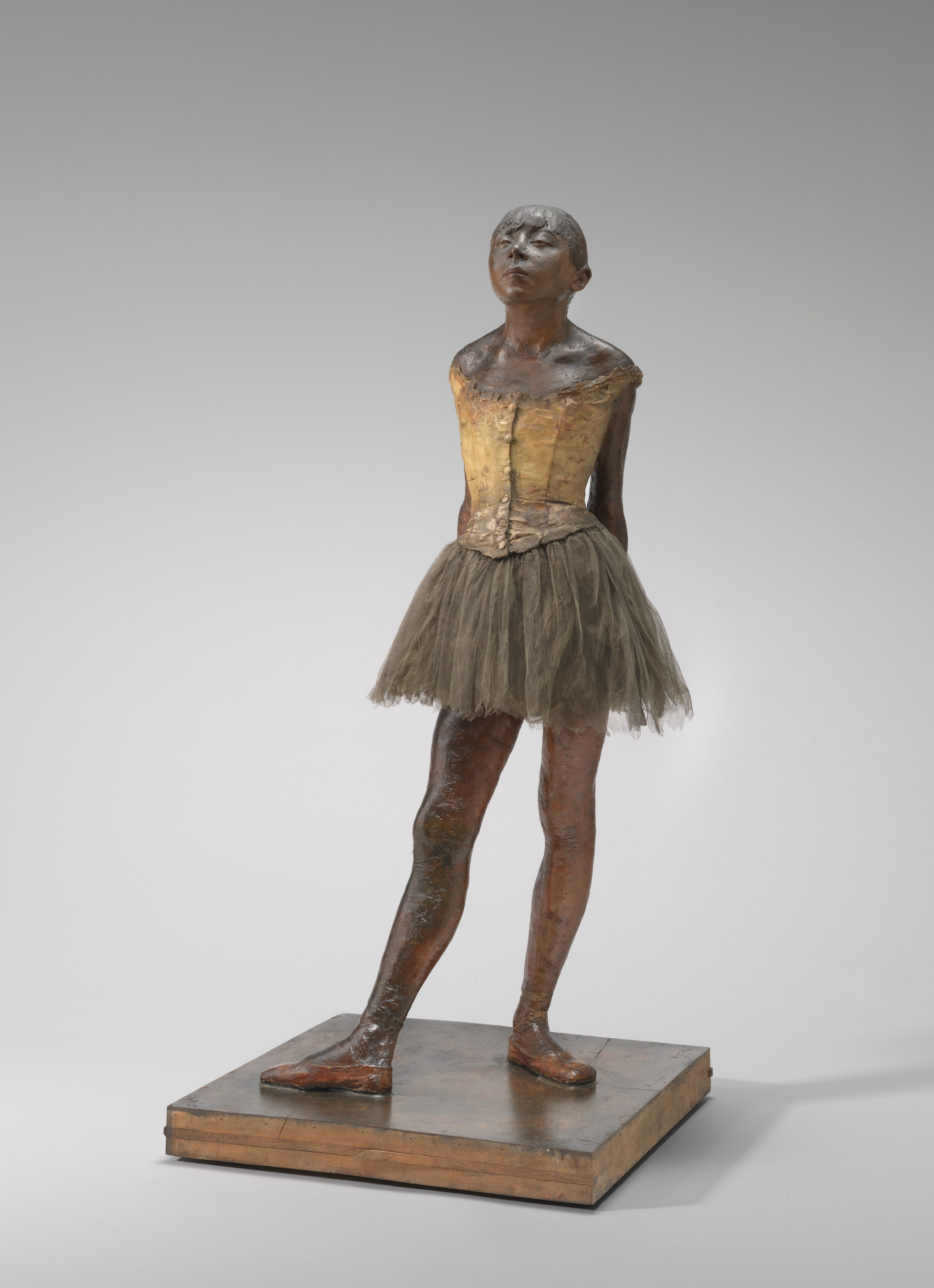
Kat. Nr. 12: Edgar Degas, La Petite Danseuse de quatorze ans/Grande Danseuse habillée (Kleine vierzehnjährige Tänzerin), entstanden zwischen 1875 und 1880. Die originale Wachsfigur befindet sich in der National Gallery of Art in Washington D. C. – Bei der sechsten Impressionisten-Ausstellung im Frühjahr 1881 präsentierte Edgar Degas diese einzige Skulptur, die er je öffentlich ausstellte. Von den 29 Nachgüssen in Bronze befinden sich einige in internationalen Museen.

Die sechste Impressionisten-Ausstellung (von insgesamt acht Ausstellungen) fand vom 2. April bis 1. Mai 1881 in Paris statt. Veranstaltungsort war ein erster Stock (möglicherweise ein Entresol) im Gebäude 35, Boulevard des Capucines, gegenüber dem Jockey-Club. Dies bedeutete eine Rückkehr an den Boulevard, an dem bereits 1874 die erste Ausstellung der Impressionisten organisiert worden war. In der Presse wurden die Räumlichkeiten als dunkel, niedrig und räumlich beengt beschrieben, was die Präsentation der Werke erschwerte. Die Ausstellung umfasste drei Salons. Auffällig war die Außenpräsentation: Trikolore-Flaggen und ein diensthabender Wachmann begleiteten die Veranstaltung. 14 Teilnehmer stellten ca. 187 Werke aus (170 Katalognummern). Jean-François Raffaëlli stellte wieder die meisten Werke aus, ca. 34. Werke von Jean-Baptiste Cals wurden posthum und außerhalb des Katalogs ausgestellt.

## Geschichte
Im Vorfeld hatte sich die Situation rund um den offiziellen Pariser Salon verändert. So kündigte Jules Ferry, der damalige Minister für Volksbildung und Schöne Künste, im Dezember 1880 an, dass sich der Staat aus der Organisation des Salons zurückziehen werde. Die Verantwortung ging an die Künstler selbst über. So entstand der Salon des artistes français. Die neue Ausrichtung führte zu einer teilweisen Öffnung gegenüber den bisherigen Salon-Kritikern. Manet erhielt für die ausgestellten Porträts „Portrait de M. Pertuiset“ und „Portrait d’Henri Rochefort“ eine Medaille zweiter Klasse. Eugène Boudin, der seit über 20 Jahren regelmäßig am Salon teilnahm, wurde mit einer Medaille dritter Klasse ausgezeichnet.
Mehrere Künstler, darunter Claude Monet, Pierre-Auguste Renoir, Alfred Sisley und Paul Cézanne, zogen es vor, sich weiterhin am Salon zu beteiligen. Monet reichte allerdings keine Werke ein, da er vom Kunsthändler Paul Durand-Ruel unterstützt wurde. Während Renoirs Werke angenommen wurden, wurden die Werke von Cézanne und Sisley abgelehnt. So wird die sechste Ausstellung hauptsächlich von Edgar Degas und Paul Gauguin organisiert.

## Interne Konflikte

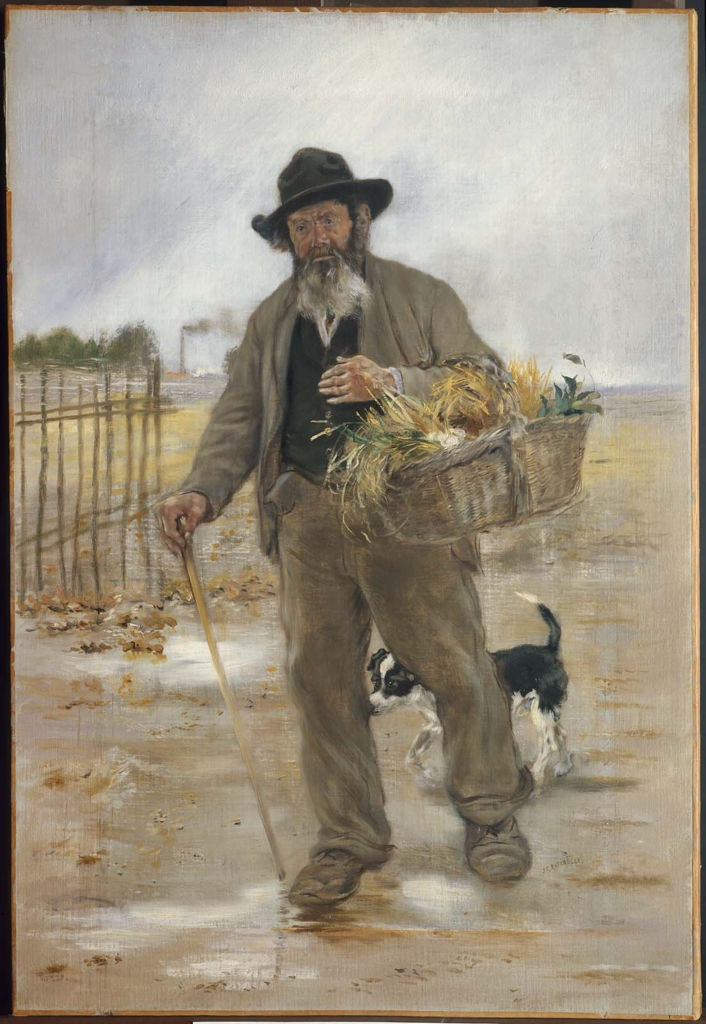
Kat. Nr. 98: Jean-François Raffaëlli, Marchand d’ails et d’échalottes (Knoblauch- und Schalottenhändler, um 1880, Öl auf Papier, auf Leinwand aufgezogen, 71,8 × 48,9 cm). Museum of Fine Arts, Boston

Anfang 1881 versuchte Gustave Caillebotte, die Organisation der Impressionistengruppe neu zu strukturieren. Das Ziel bestand darin, Edgar Degas und dessen Umfeld auszuschließen, um Monet und Renoir zur Rückkehr in die Ausstellungen zu bewegen. In einem Brief an Camille Pissarro übte Caillebotte starke Kritik an Degas. Pissarro lehnte diese Strategie jedoch ab, da er Degas loyal gegenüberstand und es ablehnte, Künstler nachträglich aus dem Kollektiv auszuschließen. Daraufhin entschied sich Caillebotte, nicht an der sechsten Ausstellung teilzunehmen. Auch Berthe Morisot wurde von Caillebotte kritisiert, da sie angeblich 1880 dem offiziellen Salon den Vorzug gegeben hatte. Tatsächlich hatte sie damals jedoch keine Werke eingereicht, da sie keine neuen Arbeiten vorweisen konnte. Pissarro kritisierte die Haltung von Monet und Renoir, die nach erfolglosen Salon-Beteiligungen zum Kreis zurückkehren wollten, dabei aber Bedingungen stellten. Er sah darin einen opportunistischen Rückgriff auf das unabhängige Ausstellungsformat, ohne die Verantwortung für frühere Abspaltungen zu übernehmen.

## Teilnehmer

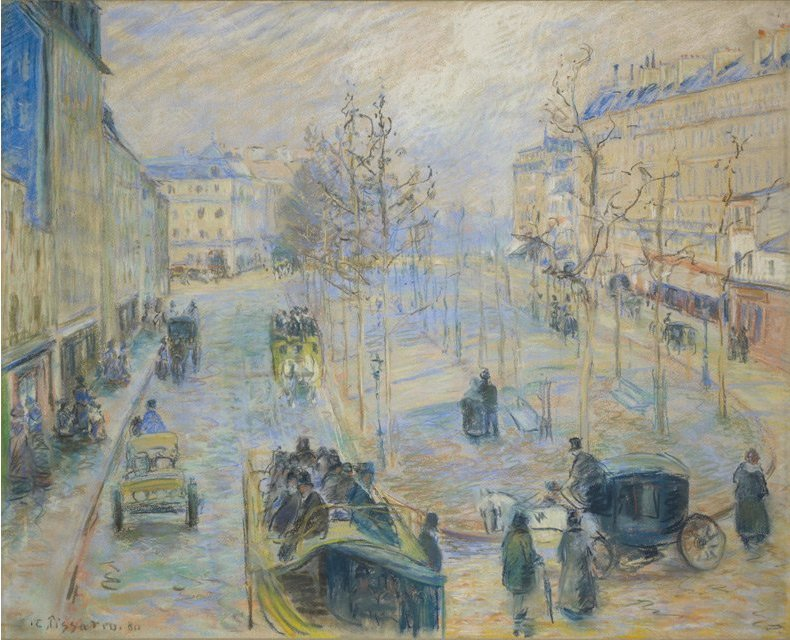
Kat. Nr. 90: Camille Pissarro, Boulevard de Rochechouart, 1880. Pastel. Sterling and Francine Clark Art Institute, Williamstown, Massachusetts, USA

Liste der Künstler, die an der Ausstellung teilnahmen (die Anzahl der ausgestellten Werke ist in Klammern angegeben):
- Mary Cassatt (11)
- Edgar Degas (8)
- Jean-Louis Forain (10)
- Paul Gauguin (10)
- Armand Guillaumin (16)
- Berthe Morisot (7)
- Camille Pissarro (28)
- Jean-François Raffaëlli (34)
- Henri Rouart (15)
- Charles Tillot (10)
- Victor Vignon (1)
- Eugène Vincent Vidal  (15)
- Federico Zandomeneghi (5)

Zudem wurde dem im Jahr 1880 verstorbenen Künstler Adolphe-Félix Cals gedacht.

## Rezeption

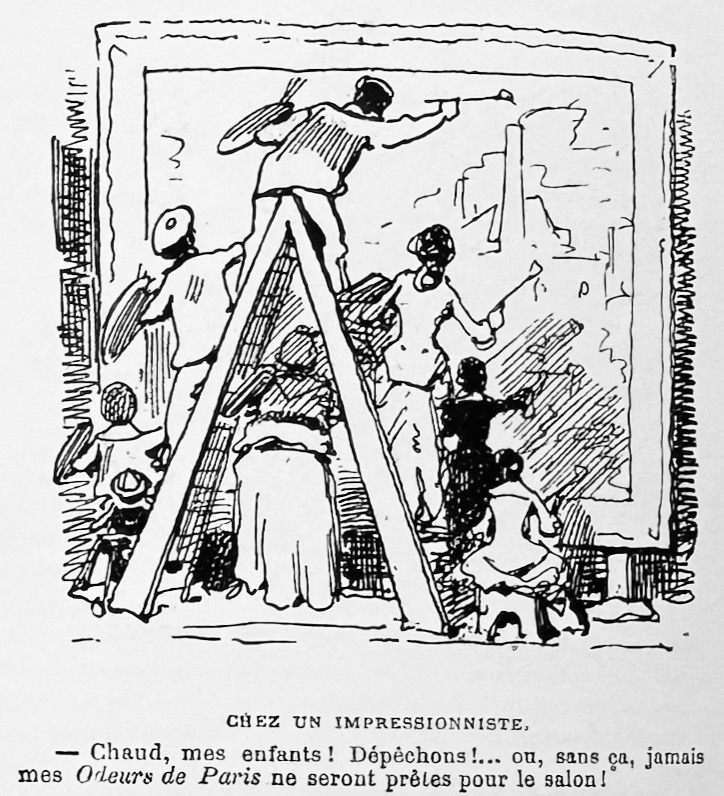
Trock – Le Mois comique, par Trock, La Caricature, 23. April 1881: CHEZ UN IMPRESSIONNISTE – Chaud, mes enfants ! Dépêchons !... ou, sans ça, jamais mes Odeurs de Paris ne seront prêtes pour le salon! (BEI EINEM IMPRESSIONISTEN – Schnell, meine Kinder! Beeilt euch! ... sonst werden meine Odeurs de Paris (Gerüche aus Paris) niemals rechtzeitig für die Ausstellung fertig sein!)

Die Ausstellung wurde in der Presse als Ausdruck der Schwäche des Impressionistenkreises gewertet. Kritiker wie Albert Silvestre konstatierten, dass der Begriff „Impressionisten“ nur noch von „Arriérés“ (Rückständigen) verwendet werde. Die Gruppe sei auf dreizehn Teilnehmer geschrumpft, und erkennbare stilistische Gemeinsamkeiten seien kaum noch vorhanden. Paul Mantz stellte fest, dass mit Monet, Renoir, Sisley, Cézanne und Caillebotte zentrale Figuren der ersten Stunde fehlten. Andere Kommentatoren interpretierten dies als Beleg für eine allgemeine Auflösungstendenz der Bewegung. Victor Fournel spottete über die Zahl der Teilnehmer und unterstellte, dass viele Künstler die Gruppe verlassen, sobald sie wieder beim Salon angenommen würden.
Die Ausstellung war ein finanzieller Misserfolg, aber eher ein Erfolg bei den Kritikern, auch wenn die Zeitungen sich der Uneinigkeit der impressionistischen Bewegung bewusst zu sein schienen. Die Beiträge von Pissaro, Morisot, Cassatt und Raffaëlli werden gelobt; die Skulptur La Petite Danseuse de quatorze ans von Edgar Degas erregt großes Aufsehen.

### Ausstellungskataloge
- 1874: Société Anonyme Des Artistes Peintres, Sculpteurs, Graveurs, etc.  Premiere  Exposition 1874
- 1876: Catalogue de la 2e exposition de peinture
- 1877: Catalogue de la 3e exposition de peinture
- 1879: Catalogue de la 4e exposition de peinture
- 1880: Catalogue de la 5me exposition de peinture
- 1881: Catalogue de la 6me exposition de peinture
- 1882: Catalogue de la 7e exposition des artistes indépendants
- 1886: Catalogue de la 8e exposition de peinture

### Deutschsprachige Literatur
- Jean Selz: DuMont’s kleines Lexikon des Impressionismus. DuMont, Köln 1977, ISBN 3-7701-0860-4.
- Sophie Monneret: L’impressionnisme et son époque. Denoël, Paris 1978.
- John Rewald: Die Geschichte des Impressionismus. DuMont, Köln 1986, ISBN 3-7701-1166-4.
- Hans Körner: Edouard Manet, Dandy, Flaneur, Maler. Fink, München 1996, ISBN 3-7705-2931-6.
- Iris Schaefer, Caroline von Saint-George, Katja Lewerentz: Impressionismus, wie das Licht auf die Leinwand kam. Ausstellungskatalog Wallraf-Richartz-Museum & Fondation Corboud, Köln 2008, ISBN 978-8-861-30611-0.
- Norbert Wolf: Die Kunst des Salons: Malerei im 19. Jahrhundert. Prestel, München 2012, ISBN 978-3-7913-4625-0.
- Felix Krämer (Hrsg.): Monet und die Geburt des Impressionismus. Ausstellungskatalog Städel Museum, Prestel, München 2015, ISBN 978-3-7913-5414-9.

### Französische und englischsprachige Literatur
- Ruth Berson (Hg): The New Painting: Impressionism 1874–1886. Documentation, 2 Bände. Band 1: Reviews, Band 2: Exhibited works. San Francisco, 1996 (eine umfassende Darstellung des Themas ist hier zu finden).
- Achille Segard: Mary Cassatt : un peintre des enfants et des mères, 1913
- Adolphe Tabarant: Manet et ses œuvres, Paris, 1947
- Adolphe Tabarant: Pissarro, Paris, 1924
- Ambroise Vollard: Auguste Renoir, Paris, 1920
- Ambroise Vollard: Degas, Paris, 1924
- Ambroise Vollard: En écoutant Cézanne, Degas, Renoir, Paris, 1938
- Ambroise Vollard: Paul Cézanne, Paris, 1914
- Ambroise Vollard: Souvenirs d’un marchand de tableaux, Paris, Editions Albin-Michel, 1937
- Anne Distel, Anne Dayez, Michel Hoog, Charles S. Moffett: Impressionism, a centenary exhibition. Ausstellungskatalog Metropolitan Museum of Art, New York 1974, ISBN 0-87099-097-7.
- Antonin Proust: Edouard Manet. Souvenirs, Paris, 1913
- Arsène Alexandre: Durand-Ruel. Portrait et histoire d’un marchand, dans Pan, Berlin, novembre 1911
- Berhaut Marie: Caillebotte. Sa vie et son œuvre. Catalogue raisonné des peintures et pastels, 1978
- Camille Mauclair: L'impressionnisme : son histoire, son esthétique, ses maîtres, Paris, 1904
- Camille Mauclair: Trois crises de l'art actuel, Paris, 1906
- Carol Armstrong: Manet Manette. Yale University Press, New Haven 2002, ISBN 0-300-09658-5.
- Caroline Genet-Bondeville – Marianne Delafond: Berthe Morisot ou l’audace raisonnée, Paris, 1997
- Claude Monet: Mon histoire, recueillie par Thiébault-Sisson, Paris, 1998
- Daniel Halévy: Degas parle..., Paris-Genève, 1960
- Daniel Wildenstein: Claude Monet. Biographie et catalogue raisonné, Genève, 1974–1991
- Daniel Wildenstein: Monet ou le Triomphe de l’Impressionnisme, Cologne, 2003
- Denys Rioult: Les Écrivains devant l’impressionnisme : Armand Silvestre, Philippe Burty, Jules-Antoine Castagnary, Ernest Chesneau, Jules Claretie, Stéphane Mallarmé, Félix Fénéon, Paris, 1995
- Diego Martelli: Les impressionnistes et l’art moderne, textes réunis et annotés par Francesca Errico, Paris, 1979
- Edgar Allan Poe: Poèmes, traduction de Stéphane Mallarmé, avec portrait et fleuron par Edouard Manet, Paris, 1888
- Edmond Bazire: Manet, Illustrations d'après les originaux et gravures de Guérard, Paris, 1884
- Edmond Duranty: La nouvelle peinture : à propos du groupe d'artistes qui expose dans les galeries Durand-Ruel, Paris, 1876
- Émile Verhaeren: Sensations, Paris, 1928
- Émile Zola: Éd. Manet : étude biographique et critique, Paris, 1867
- Émile Zola: Exposition des œuvres de Edouard Manet : catalogue, Paris, 1884
- Émile Zola: Pour Manet, Paris, 1989
- Ernest Hoschedé: Brelan de salons, Paris, 1890
- Ernest Hoschedé: Impressions de mon voyage au Salon de 1882, Paris, 1882
- Félix Bracquemond: Du dessin et de la couleur, Paris, 1885
- Félix Fénéon: Les Impressionnistes en 1886, Paris, 1886 Florence Naugretten – Gérard Gengembre – Yvan Leclerc: Impressionnisme et littérature, Mont-Saint-Aignan, 2012
- Francesca Errico (Hrsg.): Diego Martelli, Les impressionnistes et l’art moderne, Paris, 1979
- Gary Tinterow, Henry Loyrette: Origins of Impressionism. Abrams, New York 1994, ISBN 0-8109-6485-6.
- George Moore: Modern Painting, 1893
- Georges Rivière: Le Maître Paul Cezanne, Paris, 1923
- Georges Rivière: Mr. Degas, bourgeois de Paris, Paris, 1935
- Georges Rivière: Renoir et ses amis, Paris, 1921
- Georges Serret – Dominique Fabiani: Armand Guillaumin (1841 - 1927), Catalogue raisonné de l'œuvre peint, Paris, 1971
- George T.M. Shackelford – Hayes Paul Tucker – Mary Anne Stevens: Monet au XXe siècle, Yale, 1998
- Gerard Gengembre – Yvan Leclerc – Florence Naugretten: Impressionnisme et littérature, Mont-Saint-Aignan, 2012
- Godfey Blundel et Maria Blundel: Journal de l’impressionnisme, Genève, 1973
- Gustave Cahen: Eugène Boudin, sa vie et son œuvre, Paris, 1900
- Gustave Cocquiot: Cubistes, futuristes, passéistes, Paris, 1914
- Gustave Geffroy: Claude Monet, sa vie, son temps, son œuvre, Paris, 1923
- Gustave Geffroy: Sisley, Paris, 1923
- Gustave Gachet: Deux Amis des Impressionnistes, le Dr Gachet et Murer, Paris, 1956
- Hélène Adhémar: Chronologie Impressionniste, 1863 – 1905, Paris, 1981
- Hean Leymarie – Michel Mellot: Les Gravures des impressionnistes, Paris, 1971
- Isolde Pludermacher: Eugène Boudin. Lettres à Ferdinand Martin (1861 – 1870), Honfleur, 2011
- James McNeill Whistler: Le Ten o’clock, traduction française de Stéphane Mallarmé, Paris, 1888
- Jean-Aubry G.: Eugène Boudin d'après des documents inédits, Paris, 1922
- Joris-Karl Huysmans: Certains, Paris, 1898
- Joris-Karl Huysmans: Ecrits sur l’art : 1867–1905, Paris, 2006
- Joris-Karl Huysmans: L’Art moderne, Paris, 1902
- Julie Manet: Journal, 1893–1899, 1987
- Juliet Wilson-Bareau: Manet par lui-même, Paris, 1991
- Laurent Manœuvre: Impressionnistes au féminin, Rouen, 2016
- Laurent Manœuvre: Mary Cassatt, Paris, 2018
- Laurent Manœuvre: Petit dictionnaire autobiographique Eugène Boudin, Paris, 2014
- Lionello Venturi: Les archives de l’impressionnisme, Paris, New York, 1939
- Louisine Havemeyer: Sixteen to sixty : memoirs of a collector, New York, 1961
- Marc Elder: À Giverny, chez Claude Monet, Paris, 1924
- Marcel Guérin: J.L. Forain, aquafortiste, Paris, 1912
- Marcel Guérin: L’œuvre gravé de Manet, Paris, 1944
- Marie Berhaut: Caillebotte. Sa vie et son œuvre, Catalogue raisonné, 1978
- Mary Pittaluga – Enrico Piceni: De Nittis, Milan, 1963
- Nancy Mowll Mathews: Cassatt and her circle, New York, 1984
- Nancy Mowll Mathews: Mary Cassatt : a life, 1994
- Octave Mirbeau: Des artistes, Deuxième série, Paris, 1922–1924
- Octave Mirbeau: Des artistes, Première série, Paris, 1922–1924
- Olivier Daulte – Manuel Dupertuis: Stéphane Mallarmé – Berthe Morisot, Correspondance, Paris, 2009
- Paul Cézanne: Correspondance, Paris, 1978
- Paul Duval: Canadian impressionism, Toronto, 1990
- Paul Gauguin: Oviri, écrits d’un sauvage, Paris, 1973
- Paul Valéry: Degas, danse, dessin, Paris, 1965
- Pierre Auguste Renoir: Ecrits, entretiens et lettres sur l’art, Paris, 2002
- Ruth Berson: The New Painting : Impressionism 1874–1886, Documentation, Seattle, 1996
- Stéphane Mallarmé: Autobiographie – Lettre à Verlaine, Paris, 1991
- Stéphane Mallarmé: Pages, avec un frontispice à l'eau forte par Renoir, Paris, 1891
- Stéphane Mallarmé: Vers et prose, Paris, 1893
- Théodore Duret: Histoire de Édouard Manet et de son œuvre, Paris, 1906
- Théodore Duret: Histoire de J. Mc N. Whistler et de son œuvre, Paris, 1904
- Théodore Duret: Histoire des peintres impressionnistes, Paris, 1906
- Théodore Duret: Le Peintre Claude Monet, Paris, 1880
- Théodore Duret: Les peintres impressionnistes, Paris, 1878
- Yvan Leclerc – Gérard Gengembre – Florence Naugretten: Impressionnisme et littérature, Mont-Saint-Aignan, 2012